# Буканівське Заготзерно
Буканівське Заготзерно (рос. Букановское Заготзерно) — селище у Кумилженському районі Волгоградської області Російської Федерації.
Населення становить 77 осіб. Входить до складу муніципального утворення Букановське сільське поселення.

## Історія
Селище розташоване у межах українського історичного та культурного регіону Жовтий Клин.
Згідно із законом від 14 лютого 2005 року № 1006-ОД органом місцевого самоврядування є Букановське сільське поселення.

## Населення
| 2010 |
| ---- |
| 77   |